# 王興宗
王興宗，江浙等處行中書省集慶路江寧縣（今江苏南京人），元末明初政治人物。
朱元璋攻下婺州后，命王興宗為金華知縣。李善長、李文忠则反对，朱元璋则称其熟悉，且勤廉能斷。后在任三年，以治理所闻名。后升任南昌府通判，改为嵩州知州。后再升懷慶知府、蘇州知府、河南布政使。后朱元璋见到其称：“很久不见你了，老许多了。我胡须也白了。”之后宴请而返，更加勤政。后因事连坐，但查证后清白返官。后死于任上。